# Veenklooster
Veenklooster (Fries, officieel: Feankleaster, [fɪ.əŋ’klɪ.əstr]) is een streekdorp in de gemeente Noardeast-Fryslân in de Nederlandse provincie Friesland. Het dorp is een typisch brinkdorp, met een grote wijde brink, waaromheen de vier belangrijkste bezienswaardigheden en het beschermde dorpsgezicht te zien vallen. Het dorp telt ongeveer 110 inwoners (2023). In 1947 waren dit er nog 160.

## Geschiedenis
Het dorp heeft nooit een kerk gehad, maar de ontwikkeling hangt wel samen met de stichting van een klooster. Het is ontstaan bij een kruising van wegen van en naar Kollum, Oudwoude, Kollumerzwaag, Buitenpost en Twijzel. In de 11de of 12 de eeuw is het gebied in cultuur gebracht. In de 13e eeuw stichtten de premonstratenzers er vanuit Dokkum als dochterklooster van het Hallumse klooster Mariëngaarde het klooster De Olijfberg (Mons Oliveta), waarvan de eerste vermelding in 1287 bekend is en waarvan het grondbezit dankzij legaten groeide tot ongeveer 245 hectare. In het begin woonden er zowel mannen als vrouwen, maar na problemen (monniken en nonnen waren slechts door een muur gescheiden) vertrokken de mannen naar het Monckehuys bij Westerburen (ten noorden van Westergeest). Het klooster was alleen bedoeld voor adellijke jonkvrouwen. Het klooster is in 1579 verlaten en het jaar erop in bezit genomen door de Staten van Friesland. In 1644 kwamen de restanten van de gebouwen en de landerijen in het bezit van de familie Van Fogelsangh. Op deze plaats groeide in de loop der jaren de huidige Fogelsanghstate, lange tijd in het bezit van de familie Van Heemstra, die ook het Lytse Slot: liet bouwen.
Van 1921 tot 1938 lag ten zuiden van de buurtschap Zandbulten de Stopplaats Veenklooster-Twijzel aan de spoorlijn Groningen-Leeuwarden.
In het dorp werd rond 1850 een boerderij verbouwd tot café met uitspanning, die lange tijd de naam 'Koopmans' droeg en vervolgens de naam 'Boszicht'. In de tweede helft van de 20e eeuw was het café in handen van de familie De Poel, die in 1970 discotheek Ringo Bar opende in de schuur erachter. In 2000 werd met de eigenaar overeengekomen dat de discotheek zou verdwijnen naar een plek buiten het dorp. De omwonenden waren namelijk de overlast zat en de gemeente wilde het dorp omvormen tot een toeristisch dorp. Rond 2001 werd de discotheek uiteindelijk gesloten. In 2010 werd het café omgevormd tot dagbesteding De Swaen. Tegenover het café stond café Beerstra dat rond 1976 werd gesloten. Begin 20e eeuw was er naast Café Beerstra nog café en bakkerij Sikken dat in 1916 echter werd afgebroken.
In de 17e en 18e eeuw stond er een roggemolen in het dorp, die in 1712 op last van de Staten van Friesland verdween om het aantal molens in Kollumerland terug te brengen tot het aantal waarbij rendabel kon worden gewerkt.

## Evenementen
Veenklooster heeft gedurende het jaar ook een aantal evenementen waarbij mensen uit de hele regio en soms van ver naar het kleine dorpje toekomen. Vanaf 1877 is er een zendingsfeest wat nu bekend is als het 'Pinksterfeest'. 
Doordat er een evenemententerrein achter de voormalige Ringo Bar ligt is dit een ideale locatie voor tentfeesten. Zo is hier een aantal jaar het FreezeForze festival geweest, ook is het Vrije Piraten festival een vaste prik in de agenda. 
Op het terrein vindt ook elk uiteinde van het jaar het carbidschieten plaats. Dit is een van de grootste, en daarmee drukbezochtste, locaties van de gemeente.  

### Zendingsfeest
Veenklooster is ook bekend van de zendingsfeesten die hier in 1877 voor het eerst werden gehouden en vervolgens in 1879, 1882, 1885, 1890, 1894, 1898 en 1903. In de 19e eeuw was het vooral voor de orthodoxe christenen, die op meerdere plaatsen in het land dergelijke feesten hielden (zie ook Nederlandsch Zendeling Genootschap), onder andere voor het inzamelen van giften voor evangelisatie in de Nederlandse koloniën. In 1973 werd het feest nieuw leven ingeblazen. Sindsdien wordt het regelmatig gevierd rond Pinksteren, nu vanuit een meer oecumenische grondslag, al komen er steeds meer evangelische invloeden de laatste jaren. In de jaren 1980 trok het zendingsfeest soms meer dan 20.000 bezoekers, maar de laatste jaren neemt het aantal bezoekers af. Het hoogtepunt van het zendingsfeest is de 'dienst te velde', een grote openluchtdienst, waarbij duizenden mensen aanwezig zijn.

## Bezienswaardigheden
- Fogelsanghstate: een groot negentiende-eeuws landhuis met een speelgoedmuseum, koetshuis en een wandelpark aangelegd door architect L.P. Roodbaard.
- It Lytse Slot: nu woonhuis
- De Kuiperij, thans galerie en expositieruimte
- Rijksbeschermd gezicht Veenklooster

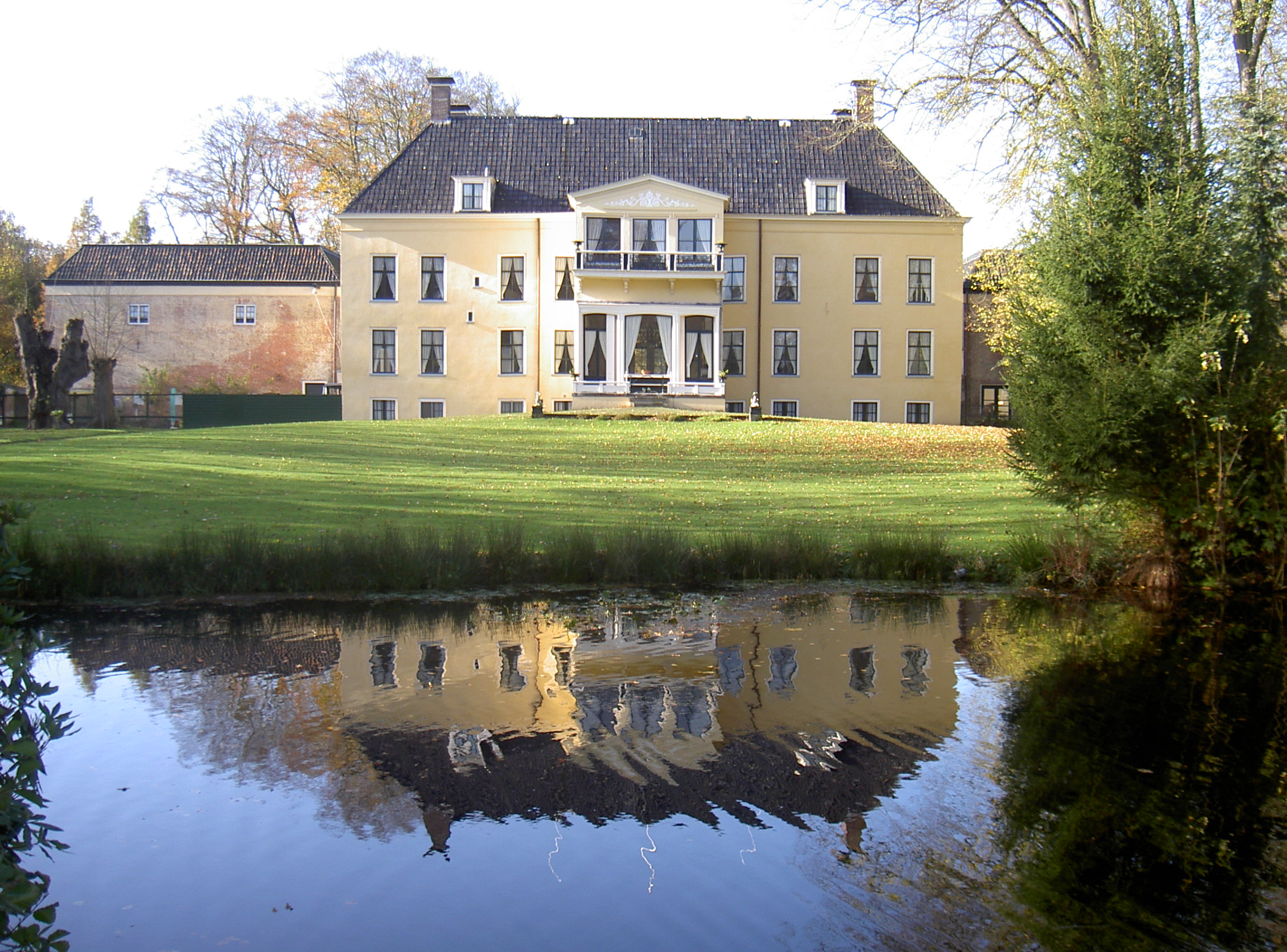
Fogelsanghstate
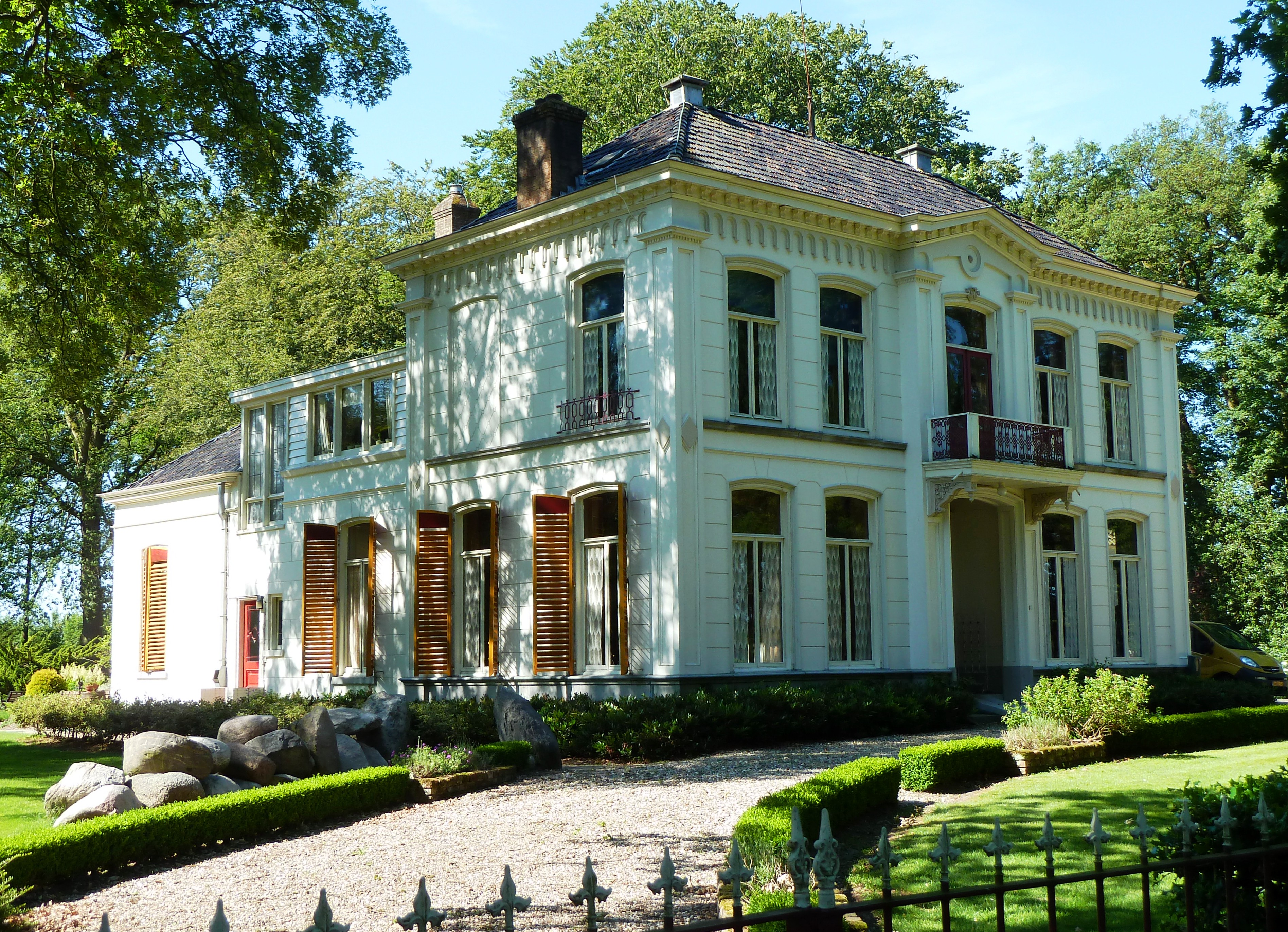
It Lytse Slot, een herenhuis uit 1870
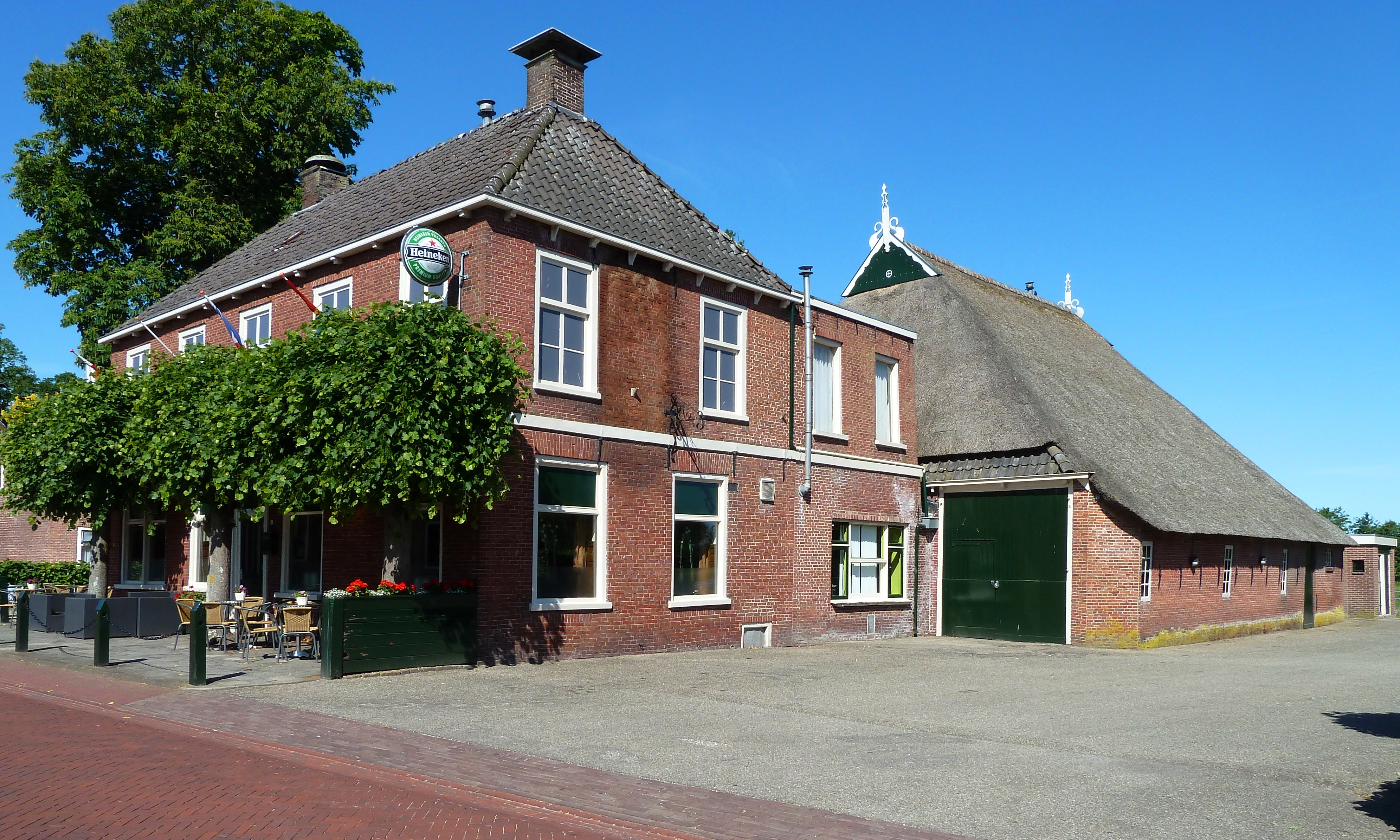